# Алексеевка (Сахновщинский район)
Алексе́евка (укр. Олексіївка) — село,
Лиговский сельский совет,
Сахновщинский район,
Харьковская область.
Код КОАТУУ — 6324884003. Население по переписи 2001 года составляет 38 (20/18 м/ж) человек.

## Географическое положение
Село Алексеевка находится на левом берегу реки Орель,
выше по течению примыкает село Лиговка,
ниже по течению на расстоянии в 2 км расположено село Николаевка.
Рядом проходит автомобильная дорога Т-2110.

## История
- 1875 — дата основания.